# Micropentila adelgitha
Micropentila adelgitha is een vlinder uit de familie van de Lycaenidae. De wetenschappelijke naam van de soort is voor het eerst geldig gepubliceerd in 1874 door Hewitson.

## Synoniemen
- Lycaena moneta Mabille, 1890